# Рохас, Бенхамин
Бенхамин Рохас (исп. Benjamin Rojas; род. 16 апреля 1985, Ла Плата, Аргентина) — аргентинский актёр. Известен, прежде всего, ролью Пабло Бустаманте (Pablo Bustamante) в популярном молодёжном сериале «Мятежный дух». Вместе с другими главными героями телесериала был участником поп-группы Erreway.

## Биография
Бенхамин Рохас родился 16 апреля 1985 года в Аргентине, в городе Ла-Плата. Он живёт с родителями, двумя братьями и младшей сестрёнкой. Первую роль, которую сыграл Бенха, была в сериале «Детвора». После чего, ему предложили роль смазливого, голубоглазого папенькиного сыночка Пабло Бустаманте, влюбившегося в мятежницу Мариссу Пиа Спирито в сериале «Мятежный дух». Эта роль принесла ему большой успех в начинающей карьере актёра, тогда Бенха даже и не догадывался, что станет таким популярным и продолжит свою карьеру актёра. Ещё большую славу ему принесла группа, где он пел вместе с коллегами по сериалу «Мятежный дух», Камилой Бордонаба, Фелипе Коломбо и Луисаной Лопилато. В 2010 году Рохас выпустил альбом саундтреков к своему телесериалу «Джейк и Блейк».

## Личная жизнь
С 2011 года состоит в отношениях с Мартиной Санчес Акоста. В 2018 году у них родилась дочь Рита. 

## Фильмография
- «Детвора» («Chiquititas») — 1995—2001, Аргентина
- «Детвора, история» («Chiquititas, La Historia») — 2001, Аргентина
- «Мятежный дух» («Rebelde Way») — 2002—2003, Аргентина
- «Четыре дороги» («Erreway: 4 caminos») 2004, Аргентина
- «Флорисьента» («Floricienta») — 2004—2005, Аргентина
- «Душа пирата» («Alma Pirata») — 2006, Аргентина
- «Легенда» («La leyenda») — 2008, Аргентина
- «Джейк и Блейк» («Jake and Blake») — 2009, Аргентина
- «Горизонтали и вертикали» («Horizontal/Vertical») — 2009, Аргентина
- «Когда ты улыбаешься» («Cuando me sonreis») — 2011, Аргентина
- «Только ты» («Solamente vos») — 2013—2014, Аргентина

## Дискография

### Erreway
Группа была создана в 2002 году, в неё вошли актёры телесериала «Мятежный дух» — Луисана Лопилато, Камила Бордонаба, Бенхамин Рохас и Фелипе Коломбо. Всего было выпущено три альбома песен. В настоящее время Бенхамин Рохас играет в группе RoCo вместе с Фелипе Коломбо.